# Écluse de Brunsden

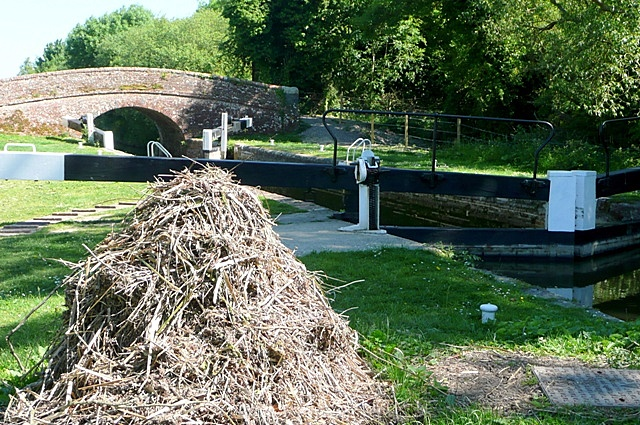
Écluse de Brunsden

L’écluse de Brunsdon est une écluse sur le canal Kennet et Avon, près de Kintbury, dans le Berkshire, en Angleterre.
L'écluse de Brunsdon a été construite entre 1718 et 1723 sous la direction de l'ingénieur John Hore de Newbury. Le canal est administré par la British Waterways. L’écluse permet de franchir un dénivelé de 1,50 m (4 pi 11 po). L’écluse est également connue sous le nom d’écluse de Brunsden et a été le lieu d'un marchand de charbon et de grains, appelé Brunsden, pendant de nombreuses années.
Cet ouvrage est classé grade II.